# Parantica taprobana
Parantica taprobana је врста лептира из породице шаренаца (лат. Nymphalidae).

## Распрострањење
Шри Ланка је једино познато природно станиште врсте.

## Станиште
Врста Parantica taprobana има станиште на копну.

## Угроженост
Ова врста је на нижем степену опасности од изумирања, и сматра се скоро угроженим таксоном.